# Xã Camp Release, Quận Lac qui Parle, Minnesota
Xã Camp Release (tiếng Anh: Camp Release Township) là một xã thuộc quận Lac qui Parle, tiểu bang Minnesota, Hoa Kỳ. Năm 2010, dân số của xã này là 315 người.